# Saving Banksy
Pour plus de détails, voir Fiche technique et Distribution.
Saving Banksy est un film documentaire américain réalisé par Colin Day et sorti en 2017.

## Fiche technique
- Titre : Saving Banksy
- Réalisation : Colin Day
- Scénario : Éva Boros et Paul Polycarpou
- Photographie : Colin M. Day
- Montage : Colin M. Day, Albert Lopez et Mike Tarrolly
- Son : Phillip Hunter Reed, Clark Smith et Stephen Thorpe
- Production : Parade Deck Films
- Pays de production :  États-Unis
- Durée : 80 minutes
- Date de sortie : États-Unis - 13 janvier 2017[1]

## Récompense
- Prix du jury au Festival du film de Hollywood 2017[2]